# Desa Karangharja (administrativ by i Indonesien, lat -6,11, long 107,22)
Desa Karangharja är en administrativ by i Indonesien.   Den ligger i provinsen Jawa Barat, i den västra delen av landet, 40 km öster om huvudstaden Jakarta.